# Prostoia
Prostoia is een geslacht van steenvliegen uit de familie beeksteenvliegen (Nemouridae). De wetenschappelijke naam van het geslacht is voor het eerst geldig gepubliceerd in 1952 door Ricker.

## Soorten
Prostoia omvat de volgende soorten:
- Prostoia besametsa (Ricker, 1952)
- Prostoia completa (Walker, 1852)
- Prostoia hallasi Kondratieff & Kirchner, 1984
- Prostoia similis (Hagen, 1861)